# シドニー・チャップリン (1926年生)
シドニー・アール・チャップリン（Sydney Earle Chaplin, 1926年3月30日 - 2009年3月3日）は、アメリカ合衆国の俳優。喜劇王チャールズ・チャップリン（以降チャーリー）の二男であり、チャーリーの異父兄で同名の俳優、コメディアン、マネージャーおよび実業家の「シド」シドニー・チャップリンは伯父にあたる。名前に関しては、項を改めて説明する。
「喜劇王の息子」として紆余曲折の幼年期から思春期を過ごしたあと、父チャーリーに役者として見出される。映画のほかブロードウェイの舞台にも立ち、1957年にはトニー賞（ミュージカル助演男優賞）を得た。後年はレストラン経営のほか、父チャーリーを扱ったドキュメンタリーに登場して父の回想を行った。

## 生涯

### 前半生
シドニー・アール・チャップリンは1926年3月30日、チャーリーと当時の妻であったリタ・グレイの間に二男として生まれる。誕生日を3月31日とする記録もある。当初の予定日よりも5週間も早い早産であった。当時、チャーリーとリタとの結婚生活は順調とは言えず、チャーリーは仕事に没頭して私生活は二の次の状態であった。同じ1926年の11月末にリタはシドニー、チャールズ・チャップリン・ジュニア（以降チャールズ・ジュニア）を連れて家出する。1927年に入って早々、リタはチャーリーとその周囲に対して離婚訴訟を起こす。リタ側の弁護団の目論みは、チャーリーをかつてスキャンダルで役者生命が断たれた「ファッティ」ロスコー・アーバックルのような立場に落とすことであり、チャーリー側の弁護士の対応がよくなかったり訴訟に呼応して女性団体がボイコット運動を行ったこともあったが、リタ側の弁護団の目論み通りにはいかず、チャーリーの人気は衰えなかった。訴訟は8月に終わり、チャーリーが60万ドルの慰謝料とシドニーとチャールズ・ジュニアの養育用の信託資金を1人当たり10万ドルをリタに支払うことで決着し、一方でチャーリーはシドニーとチャールズ・ジュニアと面会する権利が認められた。
しばらくの間、シドニーとチャールズ・ジュニアはリタの下で暮らすこととなり、リタの母親が養育にあたっていた。チャーリーはどちらかといえば面会を遠慮しがちであり、おそらく10回にも満たなかった。チャーリーが『街の灯』（1931年）完成後に世界漫遊の旅に出たころ、シドニーとチャールズ・ジュニアもニースにいたリタの母親の男友達のところに滞在し、フランス語を習得するなどの生活を送った。1932年夏、シドニーとチャールズ・ジュニアはリタに呼び戻される。リタは息子たちとともに映画に出演する契約を結んでおり、そのためにヨーロッパから呼び返されたのであるが、チャーリーがこれに異議を申し立てて裁判となり、最終的にはチャーリーの異議が認められて映画出演はなくなった。このころ、シドニーとチャールズ・ジュニアの遊び友達の中にシャーリー・テンプルがいたため、映画出演がなくなったことに対して当時は納得していなかった。この裁判以降はチャーリーは頻繁にシドニーとチャールズ・ジュニアに会うようになり、養育用の信託資金をめぐって別の裁判が起こってチャーリーが勝訴して以降、チャーリーとリタとの間の接触はほとんどなくなった。代わって、チャーリーはポーレット・ゴダードと接触するようになり、シドニーとチャールズ・ジュニアもポーレットを気に入った。
やがてシドニーは思春期を迎えるが、落ち着きと規律がないまま成長し、平たく言えば「わがまま」な状態で迎えることとなった。『独裁者』（1940年）の巨大砲のシーンを見学していた時のこと、シドニーはチャーリーの滑稽な演技に声を上げて笑い転げたが、あいにく『独裁者』はチャーリー初のトーキー映画であった。場違いな笑い声が入ったことを知ったチャーリーは激怒し、シドニーを見つけて雷を落とした。『独裁者』の件はチャーリーがすぐに機嫌を直したがためになんとかなったが、私生活、特に教育の面ではどうしようもなくなっていた。16歳を迎えるまでに3校の寄宿学校に入っていたものの、落ち着きがないゆえに勉強に身が入らず、「問題児」としてすべてつまみ出されるという結果となった。真珠湾攻撃をきっかけにアメリカが第二次世界大戦に参戦後、シドニーはアメリカ陸軍に入隊する。バズーカ歩兵としてジョージ・パットン率いる第3軍に加わり、ヨーロッパの戦場に赴いた。やがて大戦も終わり、シドニーは復員した。

### 俳優
1932年の一件以降、シドニーはチャーリーのような芸能の道を避ける節があった。しかし、復員後の1946年に俳優志望の友人からの頼みを受け入れ、ジョージ・イングルンドとともにロサンゼルスで劇場を経営するようになる。この劇場では4年間の間に、ウィリアム・サローヤンの "Sam Ego’s House" の世界初演を含む50もの演劇の公演を行った。一方、チャーリーは『殺人狂時代』（1947年）の完成後は、赤狩りの脅威が迫る中でのちに『ライムライト』として結実する脚本の執筆に没頭していた。1948年6月、シドニーはチャーリーから次回作品への出演を依頼される。シドニーの役は極貧の作曲家ネヴィルであるが、当時のシドニーは体重が114キロあって髪をクールカットにしていたため、まずはダイエットと髪を伸ばすことがチャーリーから命じられた。また、ヒロインのテリー役を選ぶための仕事も手伝った。テリー役にはクレア・ブルームが選ばれ、シドニーはクレアに対してロマンティックな感情を抱いていたが、それ以上の進展はなかった。クレアにあまりその気がなかったためである。シドニー自身もチャーリーから適切な演技指導を受け、完成した『ライムライト』での演技は公開後絶賛された。ところが、『ライムライト』のロンドンでのプレミアのためにアメリカを離れたチャーリーは、事実上の再入国禁止処分を受けることとなった。シドニーも累が及んだわけではないがヨーロッパに渡り、パリとローマに長期滞在する。ローマではハワード・ホークス監督のクルーと合流し、スペクタクル史劇『ピラミッド』に出演。やがて『ピラミッド』で主演を務めていたジョーン・コリンズがハリウッドから新たなオファーを受けると、シドニーもこれについて行くこととなった。
アメリカに戻ったシドニーではあったが仕事はあまりなく、やがてジーン・ケリーとベッツィ・ブレアの夫妻が毎週日曜日に主催するパーティー・メンバーの一員となり、そのパーティーでジュディ・ホリデイと知り合うこととなる。ジュディはブロードウェイでの舞台『ベルズ・アー・リンギング』で初めて主演を務めることが決まっていたが、ほかのキャスティングがまだであった。そこでジュディはシドニーを助演に推薦するが、脚本をアドルフ・グリーンとともに担当していたベティ・コムデンと作曲家のジュール・スタインは、シドニーが歌えないことを指摘して難色を示し、演出担当のジェローム・ロビンズは公然と反対した。ジュディが「シドニー抜きでは出演しない」と主張したことからシドニーの起用は一応決まったものの、第一週の公演で満足させるパフォーマンスができなかった場合は、シドニーは契約を打ち切られることも決まった。シドニーはジュディとヴォーカル・コーチのハービー・グリーンから厳格な訓練を受け、その甲斐あって本公演では主演以上の称賛を浴びることができた。ジュディも、この公演のヒットはシドニーが作り出したものだと主張。ブロードウェイの批評家もこぞってシドニーを高く評価し、第11回トニー賞ではトニー賞 ミュージカル助演男優賞で『マイ・フェア・レディ』出演のスタンリー・ホロウェイおよびロバート・クートを破って受賞。ジュディもミュージカル主演女優賞を受賞した。翌1958年、シドニーはジュディとともに休暇をとってスイスのヴヴェイに居住していたチャーリーと三番目の妻ウーナのもとを訪ねたが、休暇の終わりごろには恋愛感情は冷めており、ロンドンで予定されていたショーはキャンセルされてハル・リンデンの公演に差し替えられた。『ベルズ・アー・リンギング』での成功後、シドニーはブロードウェイでスタインと組んで舞台に立ち続け、1961年の "Subways Are for Sleeping" 、1964年の『ファニー・ガール』などが当たった舞台となった。特に後者はのちに映画化された作品に先立つ舞台版であり、シドニーはニック・アーンスティンを演じたが、この穴のある役どころはシドニーの資質にぴったり合っていた。シドニーが歌った "I Want to be Seen With You" 、ファニー・ブライスを演じたバーブラ・ストライサンドとのデュエット "You Are Woman, I Am Man" もヒット曲となった。このように、ブロードウェイで成功を収めたシドニーではあったが、唯一の心残りはチャーリーに舞台姿を見せることができなかったことであった。

### 後半生
1965年11月、チャーリーは新作『伯爵夫人』の製作発表を行い、その席で映画にシドニーが出演することを明らかにした。チャーリーはシドニーについて「彼はとてもいい喜劇役者で、脚本を活気のある愉快なものにする手伝いをしてくれるだろうと思っています」と語った。1967年に公開された『伯爵夫人』は、チャーリーがメガホンをとった最後の映画となった。1970年代に入り、シドニーは共同出資者とともにチャーリーの旧作を活用して利益を得る事業に乗り出すが、計画をチャーリーに打ち明けたところ口論となり、シドニーの事業はご破算となった。1977年12月25日にチャーリーが亡くなったあと、シドニーはウーナから1億ドルを超すであろう遺産の中から50万ドルを贈与され、それを元手に1980年代に入ってカリフォルニア州パームスプリングスでレストランを経営した。このころからチャーリーを回想する "Unknown Chaplin" （1983年）、「放浪者と独裁者」（2002年）、"Chaplin Today" （2003年）といったドキュメンタリーに出演する一方、俳優業は1970年代後半にテレビに出演したのが最後となった。パームスプリングスのレストランも1990年代半ばには閉店し、以降はゴルフなどを楽しむ余生を過ごした。シドニーはチャーリーの最良の作品について、『街の灯』（1931年）を挙げていた。
2009年3月3日、シドニー・チャップリンはカリフォルニア州リバーサイド郡ランチョミラージュで心臓発作により亡くなった。82歳没。シドニーは生涯に二度の結婚をし、最初の妻ノエル・アダムと1960年に結婚するが1985年に離婚し、その後1998年にマーガレット・ビーブと再婚して亡くなるまで連れ添った。ノエル・アダムとの間に一人息子のステファンがいる。

## 名前について
伯父「シド」シドニー・チャップリンと同じ名前である。しかし、伯父の洗礼名でのスペルは（Sidney Chaplin) であるものの役所などの記録や伯父本人は "Sydney" と記した。ところが、チャーリーは一貫して "Sidney" と表記した。理由は明らかでないが、チャーリーは "Sydney" と書くのはキザだとして毛嫌いしていた。問題は甥のシドニー誕生時に再燃する。リタは "Sydney" を主張したが、チャーリーは反対した。もっともリタは伯父、リタから見れば義理の兄の名前を付けることに賛成していなかった節がある。離婚後、リタは甥のシドニーを「トミー」と呼んでいた。チャップリン家では伯父シドニーを "Sidney" 、甥シドニーを "Sydney" として区別している。また、伯父の方はシド・チャップリン（"Syd" Chaplin) と書く場合もある。

## 主な出演作品
インターネット・ムービー・データベースのデータによる。

### 映画
- 『ライムライト』（1952）
- 『ピラミッド』（1955）
- 『コンフェッション』（1955）
- Abdullah the Great（1955）
- Pillars of the Sky（1956）
- Fours Girls in Town（1957）
- Quantez（1957）
- 『伯爵夫人』（1967）
- Double Face （1969）
- The Adding Machine（1969）
- 『シシリアン』（1969）

### テレビ
- Kings Row（1955）
- Wonderful Town（1958）
- The Woman Hunter（1972）
- Medical Story（1975）
- Police Woman（1975）
- Spencer's Pilots（1976）
- Switch（1976）
- Baretta（1977）
- 『The Bionic Woman』（1977）

### ドキュメンタリー
- Unknown Chaplin（1983）
- 『放浪者と独裁者』（2002）
- Chaplin Today: Limelight（2003）
- Charlie: The Life and Art of Charles Chaplin（2003）